# レベッカ・シャール
レベッカ・シャール（Rebecca Schull, 1929年2月22日 - ）は、アメリカ合衆国出身の女優。

## 来歴
本名レベッカ・アンナ・ワッテンバーグ(Rebecca Anna Wattenberg)、ニューヨーク生まれ。妹は保守主義の作家ベン・ワッテンバーグ(Ben Wattenberg)。
ニューヨーク大学で学んだ後、アイルランドに渡り、ダブリンで演技理論スタニスラフスキー・システムを学ぶ。1990年代のNBCの長寿シチュエーション・コメディ『ウイングス』での空港のチケット取扱係フェイの役で最もよく知られている。その番組でスティーヴン・ウェバー、ティモシー・デイリー、トーマス・ヘイデン・チャーチ、クリスタル・バーナードと共演した。

## 主な出演作品

### 映画
- ウディ・アレンの 重罪と軽罪 Crimes and Misdemeanors (1989)
- マイ・ライフ My Life (1993)
- アナライズ・ミー Analyze This (1999)
- アナライズ・ユー Analyze That (2002)
- ユナイテッド93 United 93 (2006)

### テレビ
- ウイングス Wings (1990-1997)
- ロー&オーダー Law & Order (2000)
- SUITS/スーツ SUITS (2011-2015)